# Макробертс, Джош
Джошуа Скотт «Джош» Макробертс (англ. Joshua Scott "Josh" McRoberts); 28 февраля 1987 года, Индианаполис, Индиана) — американский бывший профессиональный баскетболист, выступавший в НБА. Выступал на позициях тяжёлого форварда и центрового. Был выбран на драфте 2007 года во втором раунде под общим 37-м номером клубом «Портленд Трэйл Блэйзерс».

## Карьера
Макробертс учился в старшей школе Кармела в Индиане, был лидером школьной команды «Грейхаундс». В выпускном классе он в среднем за игру набирал 17,9 очков, делал 11,4 подборов, 4,2 передачи и 3 блок-шота. Благодаря его результативной игре Грейхаундс завершили сезон с 21 победой при 4 поражениях. В 2005 году Макробертс был признан лучшим игроком матча всех звёзд McDonald's.
После школы Макробертс поступил в Университет Дьюка, где проучился два года. В первом сезоне он в среднем за игру набирал 8,7 очков, делал 5,3 подборов, 1,5 передачу и 1,3 блок-шот, имея процент попаданий с игры 60,5. Макробертс был включён в команду лучших новичков Атлантической конференции и помог своей команде стать чемпионом конференции. 3 августа 2006 года Джош перенёс операцию на позвоночнике из-за хронических болей в спине, мучивших его со времён школы. Во втором сезоне в колледже Макробертс провёл 33 игры, в которых набирал по 13 очков, 7,9 подборов, 3,5 передачи при 50,2 % реализованных бросков.
22 марта 2007 года Макробертс объявил о своём участии в драфте 2007 года. 28 июня он был выбран во втором раунде, под общим 37-м номером, клубом «Портленд Трэйл Блэйзерс». В своём первом сезоне в НБА он принял участие лишь в 8 играх и проводил на площадке в среднем 3,5 минуты. 9 января 2008 года Джош был отправлен в «Айдахо Стэмпид», фарм-клуб «Портленда» из Лиги развития, за который выступал около месяца.
26 июня 2008 года, в ночь драфта, Макробертса вместе с Брендоном Рашем и Джарретом Джеком обменяли в команду «Индиана Пэйсерс» на Джеррида Бэйлесса и Айка Диогу. В «Индиане» Джош получил больше игрового времени и в третьем сезоне стал регулярно появляться в стартовой пятёрке команды.
14 декабря 2011 года Макробертс, ставший свободным агентом, подписал контракт с клубом «Лос-Анджелес Лейкерс» на два года, за которые игрок получит $6 млн.
14 июня 2014 года Джош подписал четырёхлетний договор с командой «Майами Хит», по условиям которого получит $23 млн.

## Статистика

### Статистика в НБА
| Сезон                                                                                    | Команда  | Регулярный сезон | Регулярный сезон | Регулярный сезон | Регулярный сезон | Регулярный сезон | Регулярный сезон | Регулярный сезон | Регулярный сезон | Регулярный сезон | Регулярный сезон | Регулярный сезон | Серия плей-офф | Серия плей-офф | Серия плей-офф | Серия плей-офф | Серия плей-офф | Серия плей-офф | Серия плей-офф | Серия плей-офф | Серия плей-офф | Серия плей-офф | Серия плей-офф |
| Сезон                                                                                    | Команда  | GP               | GS               | MPG              | FG%              | 3P%              | FT%              | RPG              | APG              | SPG              | BPG              | PPG              | GP             | GS             | MPG            | FG%            | 3P%            | FT%            | RPG            | APG            | SPG            | BPG            | PPG            |
| ---------------------------------------------------------------------------------------- | -------- | ---------------- | ---------------- | ---------------- | ---------------- | ---------------- | ---------------- | ---------------- | ---------------- | ---------------- | ---------------- | ---------------- | -------------- | -------------- | -------------- | -------------- | -------------- | -------------- | -------------- | -------------- | -------------- | -------------- | -------------- |
| 2007/08                                                                                  | Портленд | 8                | 0                | 3,5              | 60,0             | 0,0              | -                | 1,3              | 0,3              | 0,1              | 0,0              | 1,5              | Не участвовал  | Не участвовал  | Не участвовал  | Не участвовал  | Не участвовал  | Не участвовал  | Не участвовал  | Не участвовал  | Не участвовал  | Не участвовал  | Не участвовал  |
| 2008/09                                                                                  | Индиана  | 33               | 0                | 8,5              | 42,2             | 0,0              | 76,9             | 2,2              | 0,5              | 0,4              | 0,5              | 2,4              | Не участвовал  | Не участвовал  | Не участвовал  | Не участвовал  | Не участвовал  | Не участвовал  | Не участвовал  | Не участвовал  | Не участвовал  | Не участвовал  | Не участвовал  |
| 2009/10                                                                                  | Индиана  | 42               | 3                | 12,5             | 52,1             | 34,8             | 50,0             | 3,0              | 1,0              | 0,4              | 0,4              | 4,3              | Не участвовал  | Не участвовал  | Не участвовал  | Не участвовал  | Не участвовал  | Не участвовал  | Не участвовал  | Не участвовал  | Не участвовал  | Не участвовал  | Не участвовал  |
| 2010/11                                                                                  | Индиана  | 72               | 51               | 22,2             | 54,7             | 38,3             | 73,9             | 5,3              | 2,1              | 0,7              | 0,8              | 7,4              | 5              | 0              | 15,8           | 33,3           | 0,0            | 81,8           | 3,6            | 1,2            | 0,8            | 0,2            | 5,0            |
| 2011/12                                                                                  | Лейкерс  | 50               | 6                | 14,4             | 47,5             | 42,9             | 63,9             | 3,4              | 1,0              | 0,3              | 0,4              | 2,8              | 6              | 0              | 2,7            | 25,0           | 0,0            | -              | 0,7            | 0,2            | 0,0            | 0,2            | 0,3            |
| 2012/13                                                                                  | Орландо  | 41               | 3                | 16,7             | 39,2             | 30,9             | 73,3             | 3,3              | 1,7              | 0,2              | 0,3              | 3,9              | Не участвовал  | Не участвовал  | Не участвовал  | Не участвовал  | Не участвовал  | Не участвовал  | Не участвовал  | Не участвовал  | Не участвовал  | Не участвовал  | Не участвовал  |
| 2012/13                                                                                  | Шарлотт  | 26               | 19               | 30,8             | 50,5             | 24,1             | 78,2             | 7,2              | 2,7              | 0,8              | 0,6              | 9,3              | Не участвовал  | Не участвовал  | Не участвовал  | Не участвовал  | Не участвовал  | Не участвовал  | Не участвовал  | Не участвовал  | Не участвовал  | Не участвовал  | Не участвовал  |
| 2013/14                                                                                  | Шарлотт  | 78               | 78               | 30,3             | 43,6             | 36,1             | 72,9             | 4,8              | 4,3              | 0,7              | 0,6              | 8,5              | 4              | 4              | 38,5           | 45,5           | 47,1           | 80,0           | 6,8            | 3,8            | 1,0            | 0,3            | 11,5           |
| 2014/15                                                                                  | Майами   | 17               | 4                | 17,4             | 52,8             | 42,1             | 61,5             | 2,6              | 1,9              | 0,7              | 0,2              | 4,2              | Не участвовал  | Не участвовал  | Не участвовал  | Не участвовал  | Не участвовал  | Не участвовал  | Не участвовал  | Не участвовал  | Не участвовал  | Не участвовал  | Не участвовал  |
| 2015/16                                                                                  | Майами   | 42               | 1                | 14,2             | 37,2             | 24,5             | 70,0             | 2,5              | 1,9              | 0,4              | 0,2              | 3,6              | 10             | 0              | 13,4           | 47,1           | 0,0            | 100,0          | 2,6            | 0,9            | 0,5            | 0,5            | 3,8            |
| 2016/17                                                                                  | Майами   | 22               | 14               | 17,3             | 37,3             | 41,9             | 66,7             | 3,4              | 2,3              | 0,5              | 0,2              | 4,9              | Не участвовал  | Не участвовал  | Не участвовал  | Не участвовал  | Не участвовал  | Не участвовал  | Не участвовал  | Не участвовал  | Не участвовал  | Не участвовал  | Не участвовал  |
| 2017/18                                                                                  | Даллас   | 2                | 0                | 3,0              | 0,0              | 0,0              | -                | 0,0              | 0,0              | 0,0              | 0,0              | 0,0              | Не участвовал  | Не участвовал  | Не участвовал  | Не участвовал  | Не участвовал  | Не участвовал  | Не участвовал  | Не участвовал  | Не участвовал  | Не участвовал  | Не участвовал  |
|                                                                                          | Всего    | 433              | 179              | 19,1             | 46,3             | 34,0             | 70,5             | 3,9              | 2,1              | 0,5              | 0,4              | 5,4              | 25             | 4              | 15,3           | 42,1           | 30,8           | 85,2           | 3,0            | 1,2            | 0,5            | 0,3            | 4,4            |
| Наведите курсор мыши на аббревиатуры в заголовке таблицы, чтобы прочесть их расшифровку. |          |                  |                  |                  |                  |                  |                  |                  |                  |                  |                  |                  |                |                |                |                |                |                |                |                |                |                |                |

### Статистика в Джи-Лиге
| Сезон                                                                                    | Команда        | Регулярный сезон | Регулярный сезон | Регулярный сезон | Регулярный сезон | Регулярный сезон | Регулярный сезон | Регулярный сезон | Регулярный сезон | Регулярный сезон | Регулярный сезон | Регулярный сезон | Серия плей-офф | Серия плей-офф | Серия плей-офф | Серия плей-офф | Серия плей-офф | Серия плей-офф | Серия плей-офф | Серия плей-офф | Серия плей-офф | Серия плей-офф | Серия плей-офф |
| Сезон                                                                                    | Команда        | GP               | GS               | MPG              | FG%              | 3P%              | FT%              | RPG              | APG              | SPG              | BPG              | PPG              | GP             | GS             | MPG            | FG%            | 3P%            | FT%            | RPG            | APG            | SPG            | BPG            | PPG            |
| ---------------------------------------------------------------------------------------- | -------------- | ---------------- | ---------------- | ---------------- | ---------------- | ---------------- | ---------------- | ---------------- | ---------------- | ---------------- | ---------------- | ---------------- | -------------- | -------------- | -------------- | -------------- | -------------- | -------------- | -------------- | -------------- | -------------- | -------------- | -------------- |
| 2007/08                                                                                  | Айдахо Стэмпид | 15               | 2                | 26,8             | 41,4             | 15,4             | 70,0             | 6,4              | 2,5              | 0,6              | 0,9              | 7,7              | 4              | 0              | 19,3           | 50,0           | 0,0            | 87,5           | 5,0            | 1,0            | 1,0            | 1,3            | 6,3            |
|                                                                                          | Всего          | 15               | 2                | 26,8             | 41,4             | 15,4             | 70,0             | 6,4              | 2,5              | 0,6              | 0,9              | 7,7              | 4              | 0              | 19,3           | 50,0           | 0,0            | 87,5           | 5,0            | 1,0            | 1,0            | 1,3            | 6,3            |
| Наведите курсор мыши на аббревиатуры в заголовке таблицы, чтобы прочесть их расшифровку. |                |                  |                  |                  |                  |                  |                  |                  |                  |                  |                  |                  |                |                |                |                |                |                |                |                |                |                |                |

### Статистика в NCAA
| Сезон | Команда | Conf  | Class | GP | GS | MPG  | FG%  | 3P%  | FT%  | RPG | APG | SPG | BPG | PPG  |
| --- | ------- | ----- | ----- | -- | -- | ---- | ---- | ---- | ---- | --- | --- | --- | --- | ---- |
| 2005/06 | Дьюк    | ACC   | FR    | 36 | 31 | 24,5 | 60,5 | 38,5 | 66,4 | 5,3 | 1,5 | 1,1 | 1,3 | 8,7  |
| 2006/07 | Дьюк    | ACC   | SO    | 33 | 32 | 35,3 | 50,2 | 21,7 | 66,4 | 7,9 | 3,5 | 1,2 | 2,5 | 13,0 |
| Всего | Всего   | Всего | Всего | 69 | 63 | 29,7 | 54,0 | 27,8 | 66,4 | 6,5 | 2,4 | 1,2 | 1,9 | 10,8 |
| Наведите курсор мыши на аббревиатуры в заголовке таблицы, чтобы прочесть их расшифровку Статистика приведена с сайта sports-reference.com |         |       |       |    |    |      |      |      |      |     |     |     |     |      |